# William H.H. Miller
William Henry Harrison Miller, född 6 september 1840 i Augusta i delstaten New York, död 25 maj 1917 i Indianapolis, var en amerikansk republikansk politiker och jurist.
Han studerade vid Hamilton College i Clinton. Där var han medlem av sällskapet Delta Upsilon. Senare studerade han juridik i Morrison Waites byrå. Miller inledde sin karriär som jurist i Peru i Indiana 1865.
Miller var rådgivare till Benjamin Harrison under 1888 års presidentvalskampanj. Han tjänstgjorde som USA:s justitieminister 1889-1893.
Millers grav finns på Crown Hill Cemetery i Indianapolis.